# Kolej Montesanto w Neapolu

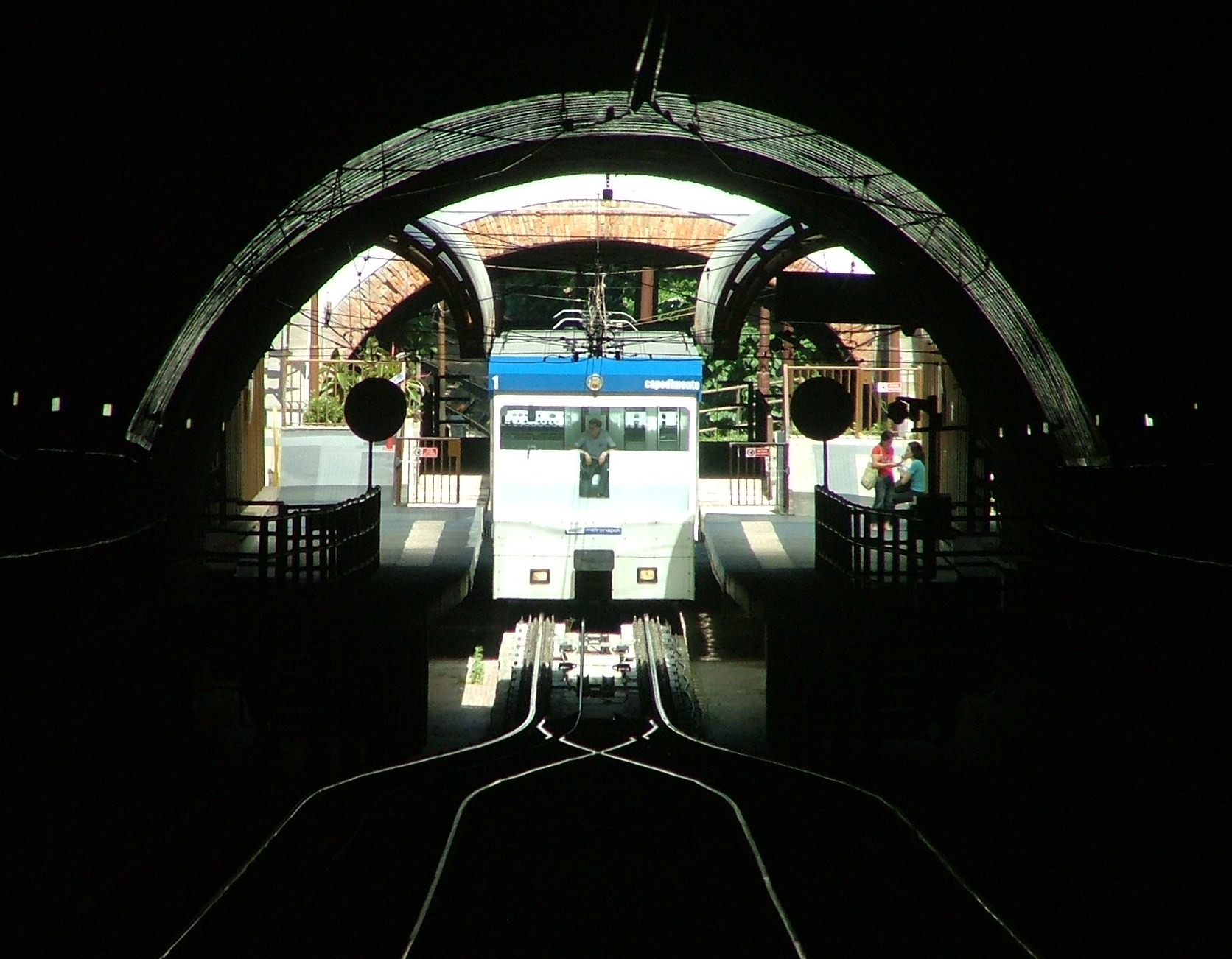
Wagon na trasie

Kolej Montesanto (wł. Funicolare di Montesanto) – kolej linowo-terenowa zlokalizowana w Neapolu we Włoszech.

## Historia i tabor
Linię otwarto w 1891, by połączyć dzielnicę Montesanto (stacja podmiejskiej Kolei Cumana, Ferrovia Cumana do stacji Torregaveta w Bacoli) z położoną wyżej ulicą Morghen. 
Ruch obsługują dwa duże, dwuwagonowe, 300-miejscowe składy. Czas jazdy wynosi sześć minut, a długość trasy 824 metry. Nachylenie trasy ma 20,84%. Nazwy kolejnych stacji to (od dołu): Montesanto, Corso Vittorio Emanuele, Castel Sant'Elmo i Morghen.

## Galeria

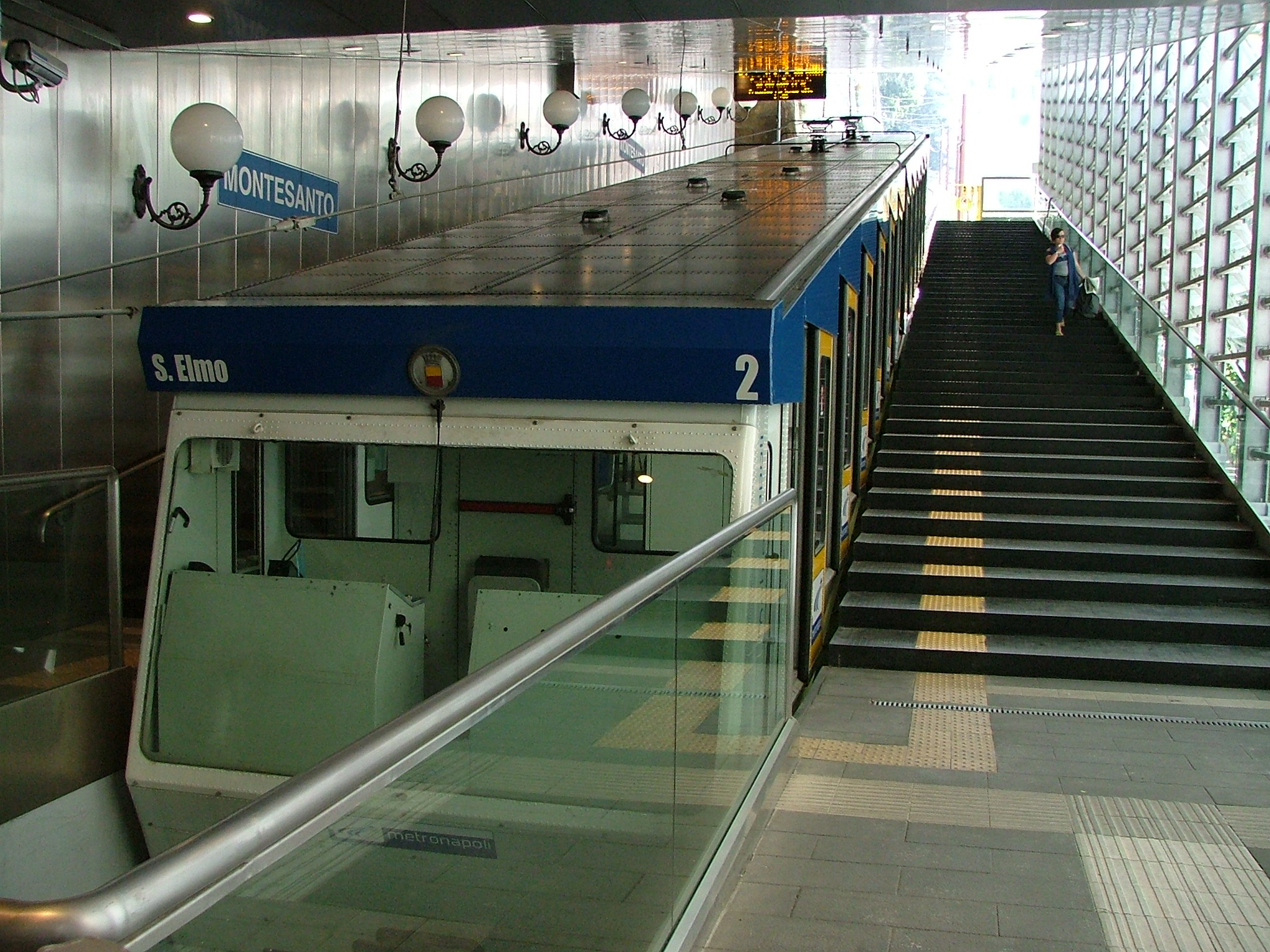
Stacja Montesanto
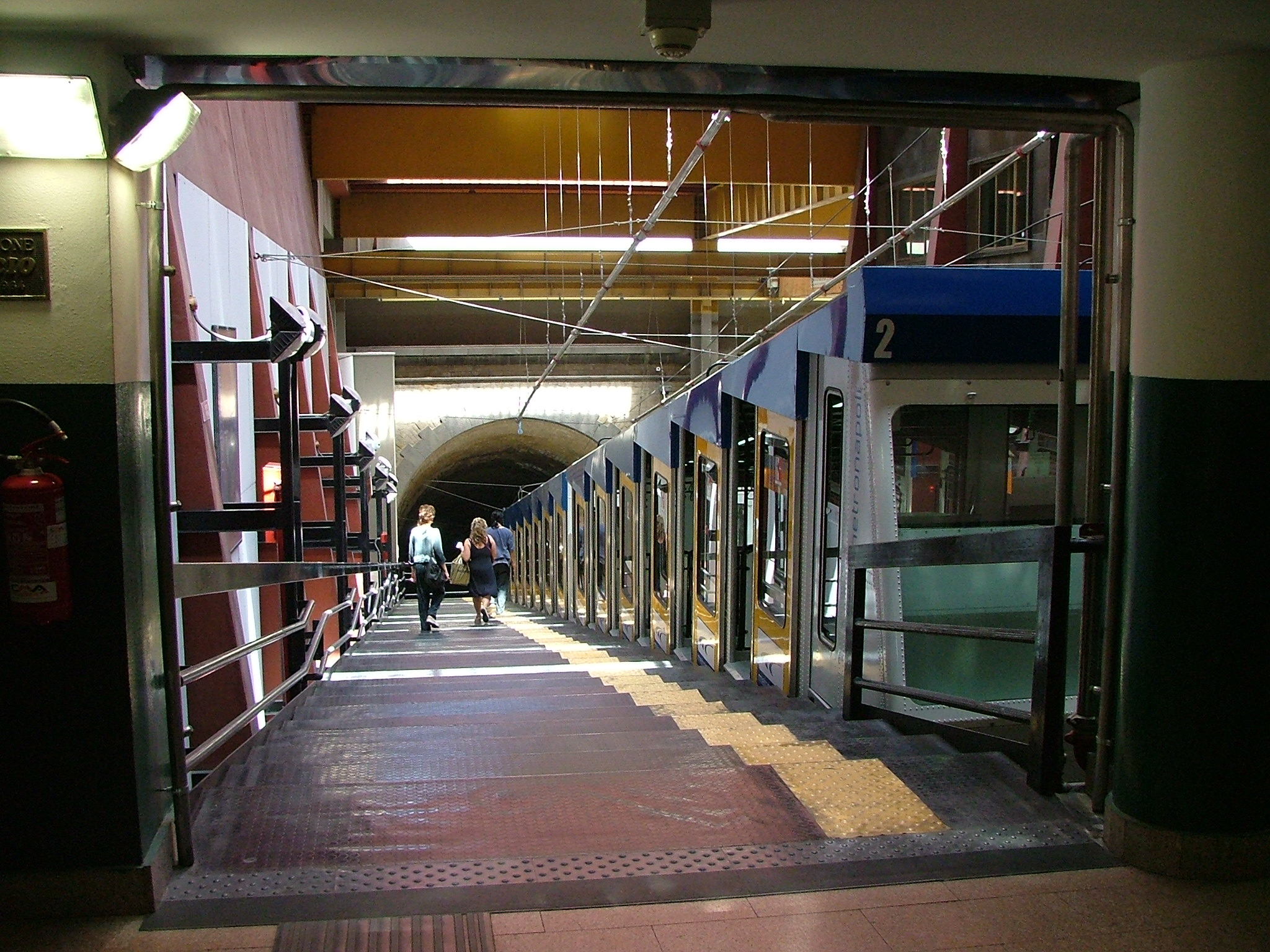
Stacja Morghen
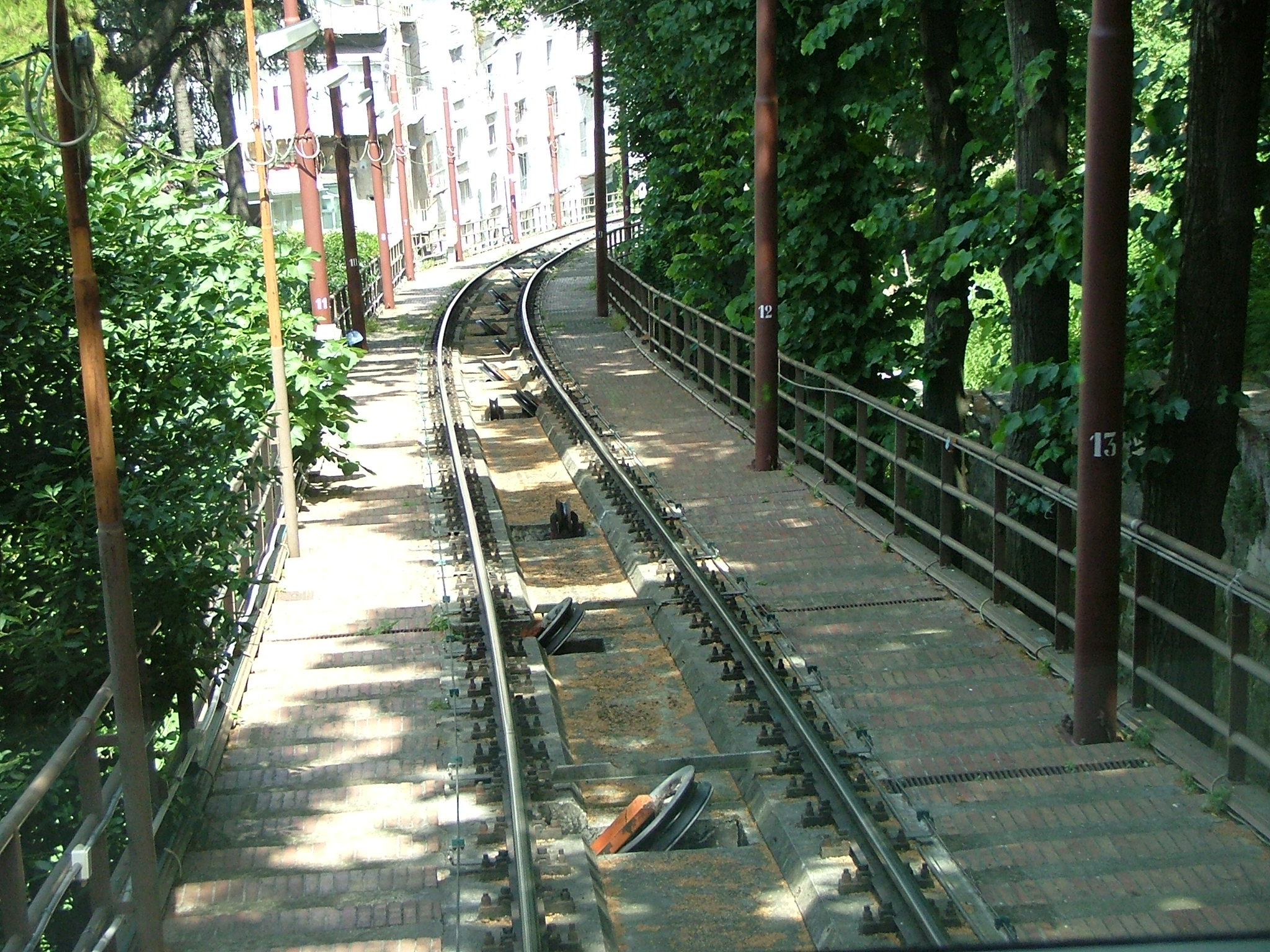
Trasa